# Radio 21 (Allemagne)
Radio 21 est une radio privée régionale de Basse-Saxe.

## Programme
La radio diffuse un programme musical principalement composé de pop et de rock des années 1960, 1970 et 1980.
Elle diffuse des bulletins d'informations nationales et internationales toutes les heures et des bulletins régionaux.

### Source de la traduction
- (de) Cet article est partiellement ou en totalité issu de l’article de Wikipédia en allemand intitulé « Radio 21 (Deutschland) » (voir la liste des auteurs).